# جايمي سميث (لاعب كرة سلة)
جايمي سميث (11 يوليو 1989 في الولايات المتحدة - ) (بالإنجليزية: Jaime Smith)‏ هو لاعب كرة سلة أمريكي في مركز هجوم خلفي. لعب مع Alabama–Huntsville Chargers ‏.

## وصلات خارجية
- جايمي سميث (لاعب كرة سلة) على موقع كرة السلة الأوروبية.كوم (الإنجليزية)
- جايمي سميث (لاعب كرة سلة) على موقع ريلجم (الإنجليزية)
- جايمي سميث (لاعب كرة سلة) على موقع بروبوليرز (الإنجليزية)
- جايمي سميث (لاعب كرة سلة) على موقع سبورتس رفرنس (الإنجليزية)